# Górki (Nadma)
Górki – część wsi Nadma w Polsce położona w województwie mazowieckim, w powiecie wołomińskim, w gminie Radzymin. 
Górki są częścią składową sołectwa Nadma.
W latach 1975–1998 Górki administracyjnie należały do województwa warszawskiego.